# Dunkleosteus
A Dunkleosteus a Placodermi osztályának Arthrodira rendjébe, ezen belül a Dunkleosteidae családjába tartozó páncélos őshalak neme, amely 380–360 millió évvel ezelőtt élt a késő devon korban.
A Dunkleosteus (David Dunkle csontja) a legnagyobb méretű Arthrodira-fajok közé tartozott. A késő devon csúcsragadozójának számított. Számos Dunkleosteus maradvány került elő Észak-Amerikából, Lengyelországból, Belgiumból és Marokkóból.

## Neve
A Dunkleosteus nem, 1956-ban David Dunkle tiszteletére kapta a nevét. Dunkle a Cleveland Museum of Natural History ősgerinces részlegének volt a kurátora. A típusfajt, a D. terrelli-t először 1873-ban írták le, a ma már monotipikus Dinichthys részeként.

## Megjelenésük

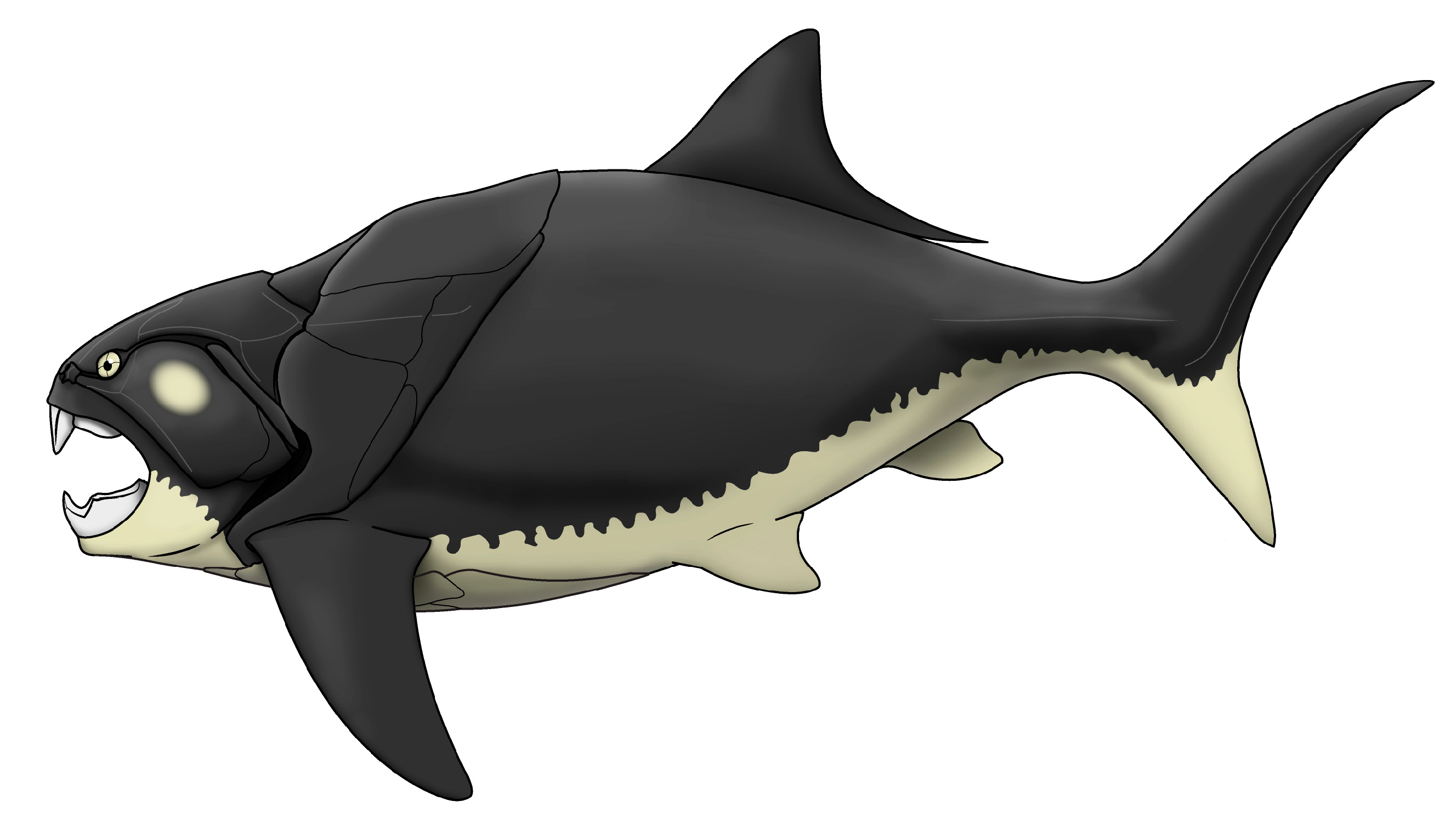
Rajz a D. terrelli fajról

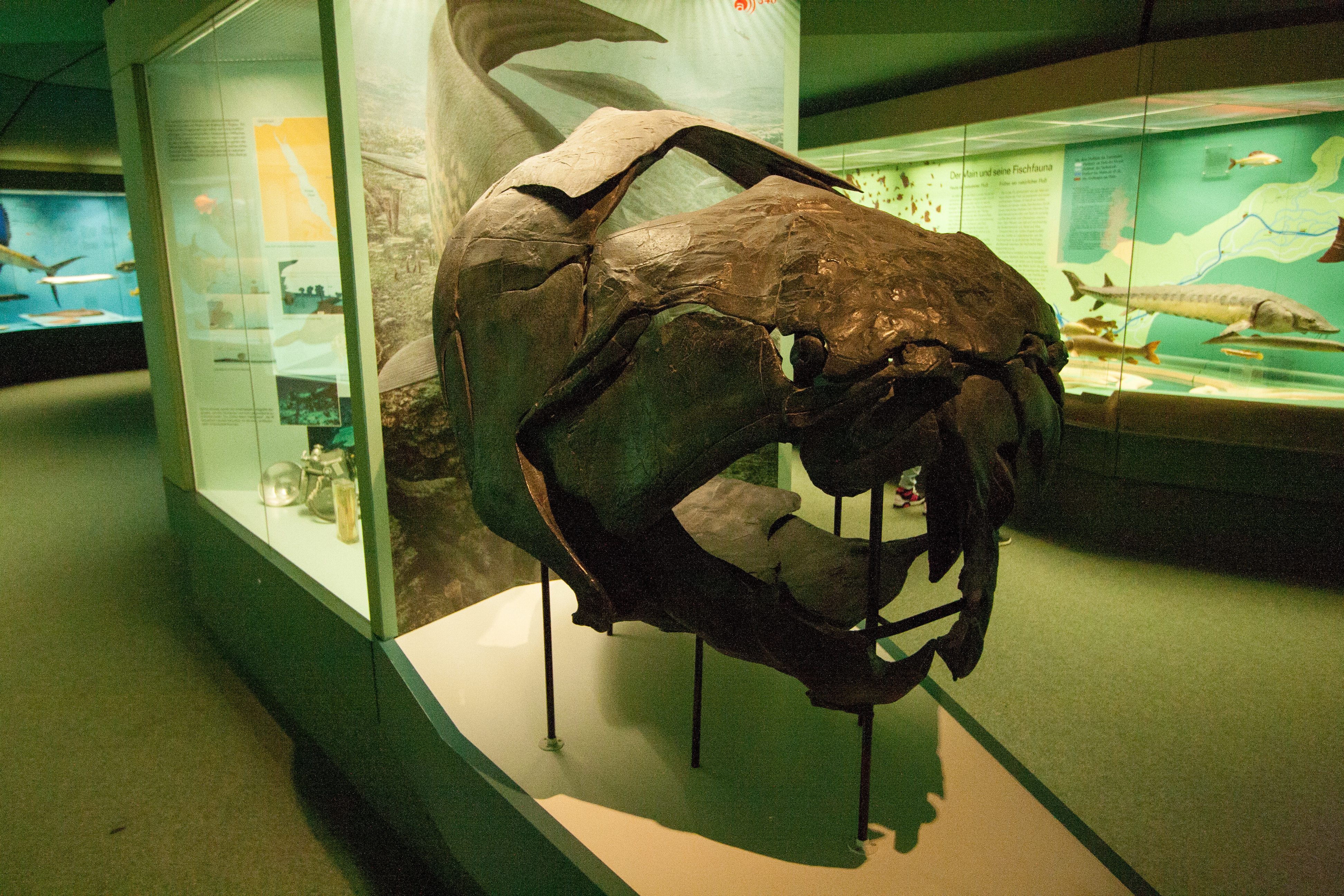
Dunkleosteus koponya a frankfurti Senckenberg Naturmuseumban

A legnagyobb Dunkleosteus faj, a Dunkleosteus terrelli 4,1 méter hosszú és 1494–1764 kilogramm tömegű lehetett. Csak a Titanichthys agassizi páncélos őshal tudta megközelíteni a méretét. Mivel a Dunkleosteus-fajok testét vastag, csontos páncélzat védte, ezek az őshalak lassú mozgásúak, ám igen erősek voltak. E halakból leginkább csak az elülső csontos páncélzatok kövesedtek meg, emiatt a Dunkleosteusok testének hátsó részét csak elképzelni tudjuk. Valójában a fennmaradt kövületek alig 5%-a esetén maradt fent az állat testének több mint egynegyed része. Szerencsére a Dunkleosteus egy kisebb rokona, a Coccosteus testének hátulsó része is fennmaradt így elképzelésünk lehet arról, hogyan nézhettek ki a szóban forgó nem tagjai.
Egy kivételesen jól megőrződött D. terrelli példány mellúszójában fennmaradt keratinból arra lehet következtetni hogy a páncéloshalak morfológiája jóval változatosabb volt, mint azt előtte feltételezték és az úszók kialakulását nagyban befolyásolták a mozgás által támasztott igények.
Ennek ismerete, azzal kiegészítve, mely szerint az aktuális táplálékforrások minősége erősebben meghatározta az úszók formáját mint az evolúciós befolyások, egy 2017-es tanulmányban lehetővé tette a D. terrelli alakjának meghatározását. Ennek alapján a faj testének alakja sokkal inkább hasonlított egy cápáéra, valamint farkának elülső lebenye sokkal erőteljesebb volt, mint ahogy az a nem többi fajánál megfigyelhető.
Fogak helyett ezeknek az állatoknak két csontos lemez ült a szájperemen, mely csőrszerű képződményt eredményezett. Miután a chicagoi Field Természetrajzi Múzeum (Field Museum of Natural History) és a Chicagói Egyetem kutatói, biomechanikus modelleken kísérleteket végeztek, rájöttek, hogy a halak között az óriásfogú cápa (C. megalodon) után a Dunkleosteusnak volt a legerősebb harapása. A Dunkleosteus harapása 4414 – 7495 N lehetett. Ily módon ugyanabba a kategóriába került, mint a Tyrannosaurus és a modern krokodilok, amelyek szintén igen erős harapással bírnak.
A Dunkleosteus számítások szerint 50-60 milliszekund alatt képes volt kinyitni a száját, az így képződő nyomáskülönbségnek köszönhetően pedig a zsákmány gyakorlatilag beszívodott a szájába. Ezt a módszert sok ma is élő hal alkalmazza. A legújabb morfológiai vizsgálatok szerint, növekedésük során e halak szájszerve nagy változásokon ment keresztül. A fiatalok csontlemezei mereven ízesültek, épp úgy, mint a Coccosteusé, és valószínűleg puhatestű élőlényekkel táplálkoztak, a felnőtteké viszont mozgékonyabbá, hajlékonyabbá vált, így nagyobb és erősebb páncélzatú állatokat is zsákmányolhattak.

## Életmódjuk
A tudósok szerint ezek a halak a tengerek minden részét birtokba vették, épp úgy a partmenti vizeket, mint a nyílt tengert, és a mélységeket is.
Számos páncélzaton Dunkleosteus fognyomok találhatóak, amely arra enged következtetni, hogy ezek a halak egymást is zsákmánynak tekintették. 
Több esetben a kövületek közelében csontokkal teli „köpeteket” is találtak, ebből arra következtetnek a kutatók, hogy amit a hal nem volt képes megemészteni, azt visszaöklendezte.

## Szaporodásuk
A Dunkleosteus nem képviselői az elsők között voltak, melyek belső megtermékenyítéssel szaporodtak.

## Rendszerezés
A nembe az alábbi 9 faj tartozik:
- Dunkleosteus amblyodoratus
- Dunkleosteus belgicus
- Dunkleosteus denisoni
- Dunkleosteus magnificus
- Dunkleosteus marsaisi
- Dunkleosteus missouriensis
- Dunkleosteus newberryi
- Dunkleosteus raveri
- Dunkleosteus terrelli - típusfaj

## Fordítás
- Ez a szócikk részben vagy egészben  a   Dunkleosteus című angol Wikipédia-szócikk ezen változatának fordításán alapul.  Az eredeti cikk szerkesztőit annak laptörténete sorolja fel. Ez a jelzés csupán a megfogalmazás eredetét és a szerzői jogokat jelzi, nem szolgál a cikkben szereplő információk forrásmegjelöléseként.